# Beilinsonregulator
Inom matematiken är Beilinsonregulatorn, uppkallad efter Alexander Beilinson, Chernklassavbildningen från algebraisk K-teori till Delignekohomologi:
{\displaystyle K_{n}(X)\rightarrow \oplus _{p\geq 0}H_{D}^{2p-n}(X,\mathbf {Q} (p)).}
Här kan X vare exempelvis en komplex slät projektiv varietet. Beilinsonregulatorn förekommer i Beilinsons förmodan om speciella värden av L-funktioner.
Dirichletregulatoravbildningen (använd i beviset av Dirichlets enhetssats) för ringen av heltal {\displaystyle {\mathcal {O}}_{F}} av en talkropp F
{\displaystyle {\mathcal {O}}_{F}^{\times }\rightarrow \mathbf {R} ^{r_{1}+r_{2}},\ \ x\mapsto (\log |\sigma (x)|)_{\sigma }}
(där som vanligt går {\displaystyle \sigma :F\subset \mathbf {C} } över alla komplexa inbäddningar av F, där konjugata inbäddningar betraktas ekvivalenta) ett specialfall av Beilinsonregulator.  Upp till en faktor av 2 är Beilinsonregulatorn också en generalisering av Borelregulatorn.